# Robson Duarte Espinola
Robson Duarte Espinola (Serraria, 24 de agosto de 1925 — João Pessoa, 21 de maio de 1983) foi um político brasileiro.

## Biografia
Filho de Alfredo Guilherme Toscano Espínola e Adília Duarte Espínola, muito novo mudou-se com sua família para Recife, no estado de Pernambuco, onde estudou e se graduou em administração. De volta à Paraíba, formou-se em direito pelo Instituto Paraibano de Educação (IPE), atualmente Centro Universitário de João Pessoa (UNIPÊ).
É autor do livro O Ensino Superior da Paraíba - 1894-1980 Um Depoimento. 
Foi homenageado em diversas oportunidades, dando nome a Escola Estadual de Ensino Fundamental de Cabedelo e ao Estádio da Ilha do Bispo , em João Pessoa. É, ainda, patrono da Cadeira nº 12 da Academia Paraibana de Ciência da Administração da Paraíba.

### Vida pública
Dentre os cargos públicos que assumiu, foi prefeito do município de Alagoinha (PB), secretário de Viação e Obras Públicas dos governos João Agripino e Pedro Gondim, secretário interino de Finanças, vice-prefeito de João Pessoa (eleito em 1959) e deputado estadual eleito em 1966.
Foi sócio correspondente do Instituto Brasileiro de Genealogia e Heráldica, além de fundador e membro do Instituto Paraibano de Genealogia do Espaço Cultural, em João Pessoa. Foi ainda membro efetivo do Instituto Histórico e Geográfico da Paraíba. Fundou a faculdade de Medicina de João Pessoa, da qual foi secretário.
Foi cassado pela ditadura militar em 1969, quando exercia o mandato de deputado estadual. Retornou à política como coordenador da campanha de Wilson Leite Braga ao governo do Estado da Paraíba em 1982.